# Izabela Kuna

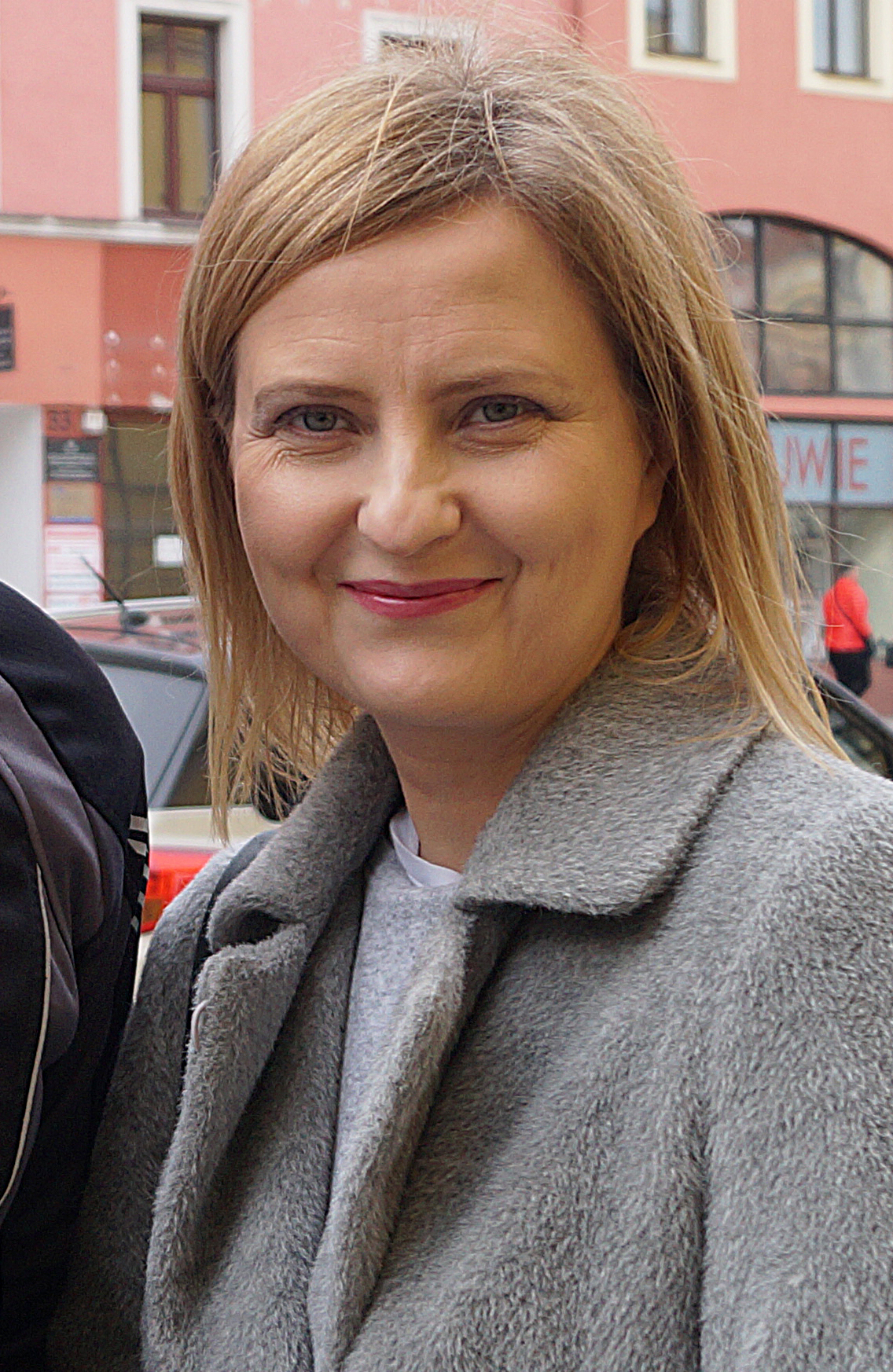
Iza Kuna im Jahr 2019

Izabela Kuna (* 25. November 1970 in Tomaszów Mazowiecki, Polen) ist eine polnische Schauspielerin und Schriftstellerin.

## Leben
Izabela Kuna wurde 1970 in Tomaszów Mazowiecki, einer Stadt in der Mitte Polens, geboren. Sie studierte an der Staatlichen Hochschule für Film, Fernsehen und Theater in Łódź, wo sie 1993 ihren Abschluss machte. Im selben Jahr begann sie, am Polnischen Theater in Warschau zu spielen.
Kuna ist auch in Film und Fernsehen erfolgreich. Sie wurde bislang drei Mal beim Polnischen Filmpreis in der Kategorie Beste Nebendarstellerin nominiert. Ihr Schaffen umfasst mehr als 100 Produktionen für Film und Fernsehen.
Im Jahr 2010 veröffentlichte sie ihren ersten Roman mit dem Titel Klara.

## Filmografie
- 2008: 33 Szenen aus dem Leben (33 sceny z życia )
- 2013: Lauf Junge lauf
- 2013: Tiefe Wasser (Płynące wieżowce)
- 2014: BarON24
- 2014: Pod mocnym aniołem
- 2016: Marie Curie
- 2016: Sommer 1943 – Das Ende der Unschuld (Wołyń)
- 2020: Listy do M. 4
- 2020: Jestem tutaj

## Bücher
- Klara, Świat Książki, 2010, ISBN 978-83-247-2180-1
- Klara jedzie na pogrzeb, 2021, Wielka Litera, ISBN 978-83-8032-613-2